# Were the World Mine
Were The World Mine è un film musicale cinematografico del 2008, diretto da Tom Gustafson.

## Trama
Timothy è un ragazzo gay, irrequieto ed introverso che tende a fuggire dalla grigia realtà del suo ambiente scolastico rifugiandosi nei suoi continui sogni a occhi aperti, degni di uno spettacolo di Broadway. Dopo che la sua eccentrica insegnante di teatro gli affida il ruolo di Puck in una rappresentazione scolastica di Sogno di una notte di mezza estate di Shakespeare, Timothy si imbatte fra le pagine del copione in una ricetta per l'elisir d'amore. Immergendosi completamente nella parte, dapprima scettico, Timothy si rende presto conto che la pozione funziona veramente e se ne servirà per abbattere il muro di moralismo e la ristretta mentalità della sua cittadina con dirompente orgoglio gay, a cominciare dal giocatore di rugby, idolo delle folle.

## Curiosità
Il film è stato girato interamente a Chicago, nell'Illinois.